# Pomba-galega
Pomba-galega (nome científico: Patagioenas cayennensis) é uma espécie de ave da família Columbidae.

## Nomes vernáculos
É também conhecida como pomba-dourada (litoral sul paulista), pocaçu, pomba-pocaçu, pomba-santa-cruz, pomba-verdadeira, pomba-legítima, pomba-mineira, pomba-gemedeira, pomba-do-ar e zuleica (São Paulo).
O nome pomba-galega foi selecionado como nome vernáculo técnico para a espécie  pelo Comitê Brasileiro de Registros Ornitológicos (CBRO) em 2021.

## Descrição
O alto da cabeça, pescoço, manto e peito são da cor vinho. O restante da plumagem é cinza-azulado, a nuca tem reflexos metálicos. As pontas das retrizes (penas da cauda) são pardo-claras. Mede cerca de 32 cm.

## Biologia

### Hábitos
Vive na orla da mata, pousa comumente em embaúbas e sobre árvores isoladas nas margens dos rios. Voa bem. Move-se no solo andando com passinhos miúdos e rápidos; para a cabeça a cada passo dado, durante um instante, a fim de observar melhor as cercanias. Não saltita nunca. Boceja. Não esconde a cabeça entre as penas do dorso para dormir. Gosta de tomar banho. Após o macho ter galado a fêmea, ela “gala” o macho.
Comum em campos com árvores isoladas, árvores nas margens de rios, bordas de florestas, capoeiras e manguezais. Vive solitária ou aos pares, associando-se em bandos fora da época da reprodução. Pousa no alto das árvores, geralmente em locais bem visíveis.

### Alimentação
É granívora e frugívora. Com um rápido movimento lateral do bico vira as folhas mortas para descobrir sementes e frutos caídos, esse movimento também é utilizado para extração de sementes em fendas.

### Reprodução
No período de acasalamento (setembro a dezembro), os machos brigam em disputas acirradas, chegando mesmo a cairem juntos ao solo. Durante o cortejo o macho costuma fazer reverências para a fêmea. Os casais são inseparáveis e fazem ninhos tão ralos, olhando-os por debaixo, consegue-se ver os ovos. Normalmente são postos 2 ovos de cor branca.

### Ocorrência
Presente em todo o Brasil, e também do México à Argentina e Uruguai.
A espécie foi considerada extinta no território do Ceará, em 2021.